# Witzan
 (mars 2024).
Witzan (Wican, Wyszan, Wiczan en polonais, Witzan, Wizzin, Widin, Witsidus en latin) également connu sous le nom de Witzlaus était le prince de la confédération des Abodrites, un peuple slave dans l'actuelle Nord de l'Allemagne.
Il est mentionné pour la première fois dans les textes en 789. 
En tant qu'allié de Charlemagne dans ses guerres contre les Saxons, Witzan attaqua avec son armée la ville de Magdebourg en 782 et la détruisit complètement. Cela a provoqué une guerre avec les Slaves voisins, les Vélètes. Pendant cette guerre, les Abodrites, alliés aux Francs, aux Sorabes et aux Frisons se sont battus contre les Vélètes et les Danois. Après le retour de la rébellion saxonne, Witzan marcha à nouveau contre eux et fut tué en 795 dans une embuscade tendue par les Saxons à Hliuni, village près de l'actuel Lunebourg.